# Аргумент (БПЛА)
АР-10 или «Аргумент» — перспективный российский тяжёлый беспилотный летательный аппарат.

## Общие сведения
Беспилотный летательный аппарат (БПЛА) «Аргумент» спроектирован на базе пилотируемого самолёта СР-10, который имеет крыло обратной стреловидности. Разработчик — КБ «Современные авиационные технологии» (САТ). Проектные работы по новому БПЛА начались в 2017 году.
СР-10 был разработан в КБ САТ в инициативном порядке. Первый полёт прошёл в 2015 году. Самолёт с обратной стреловидностью крыла должен был применяться для обучения лётчиков и принимать участие в соревнованиях. Однако проект развития не получил.
БПЛА «Аргумент» предназначен для прорыва обороны, перехвата беспилотников противника и нанесения ударов по наземным целям.
Внутрифюзеляжный отсек «Аргумента» имеет длину 4,4 метра, что позволяет размещать там высокоточную авиационную ракету Х-38 класса «воздух-поверхность».

## Технические характеристики
- длина — 9,7 метра
- размах крыла — 8,4 метра
- высота на стоянке — 3,4 метра
- вес[2]
  - максимальный взлётный — 3850 кг
  - посадочный — 2430 кг
  - грузоподъёмность — 680 кг
- двигатель / тяга — АЛ-55 / 1750 кгс
- максимальная скорость — 910 км/час
- крейсерская скорость — 800 км/час
- практический потолок — 11500 м
- дальность без ПТБ — 1800 км
- дальность с ПТБ — 2100 км
- радиус действия с ПТБ — 950 км
- максимальная продолжительность полёта — 6 часов
- максимальная скороподъёмность — 60 м/с

## См также
- «Молния»
- «Гром»